# ۱۰۸۴ (میلادی)
۱۰۸۴ (میلادی) هزار و هشتاد و چهارمین سال تقویم میلادی است.

## درگذشتگان
‎